# Opheliida
Opheliida é uma ordem de vermes pertencente à classe Polychaeta.
Famílias:
- Opheliidae Malmgren, 1867
- Scalibregmatidae Malmgren, 1867